# Übacher Mühle
Die Übacher Mühle war eine Wassermühle mit einem oberschlächtigen Wasserrad am Uebach in der Stadt Übach-Palenberg im nordrhein-westfälischen Kreis Heinsberg im Regierungsbezirk Köln.

## Geographie
Die Übacher Mühle  hatte ihren Standort in der Straße Im Mühlenhof in der Stadt Übach-Palenberg. Das Gelände, auf dem die Mühle einst stand, hat eine Höhe von ca. 102 m über NN. Der Mühle vorgelagert war ein 250 × 80 m großer Mühlenteich, der auch von den Bauern als Flachsrotte genutzt wurde.

## Gewässer
Der Uebach, der auch Mühlenbach und Palenbach genannt wurde, ist mit rund 9 km Länge der kürzeste Nebenfluss der Wurm. Die ursprünglichen Quellen lagen in der Gegend zwischen Merkstein und Alsdorf. Heute ist der Uebach zu einem regulierten Flutgraben für Klär- und Oberflächenwasser geworden, der im Siedlungsbereichen teilweise verrohrt ist. Im Mittelalter trieb der Uebach zwei Mühlen an. Eine dieser Mühlen hat am Haus Mühlenbach am Marktplatz gestanden.

## Geschichte
Eine kleine Brunnenanlage mit Wasserrad und eine Infotafel mit historischen Daten erinnert auf dem Marktplatz an den Standort der Übacher Mühle, die im Volksmund auch Et Mölke genannt wurde. Die örtliche Geschichtsschreibung datiert die Entstehung der Mühle in das 12. Jahrhundert. Die Mühle  mit einem Mahlgang arbeitete als Kornmühle und wurde von einem oberschlächtigen Wasserrad angetrieben. Die Verlandung des Mühlenteichs führte 1875 zur Schließung der Mühle.

## Galerie

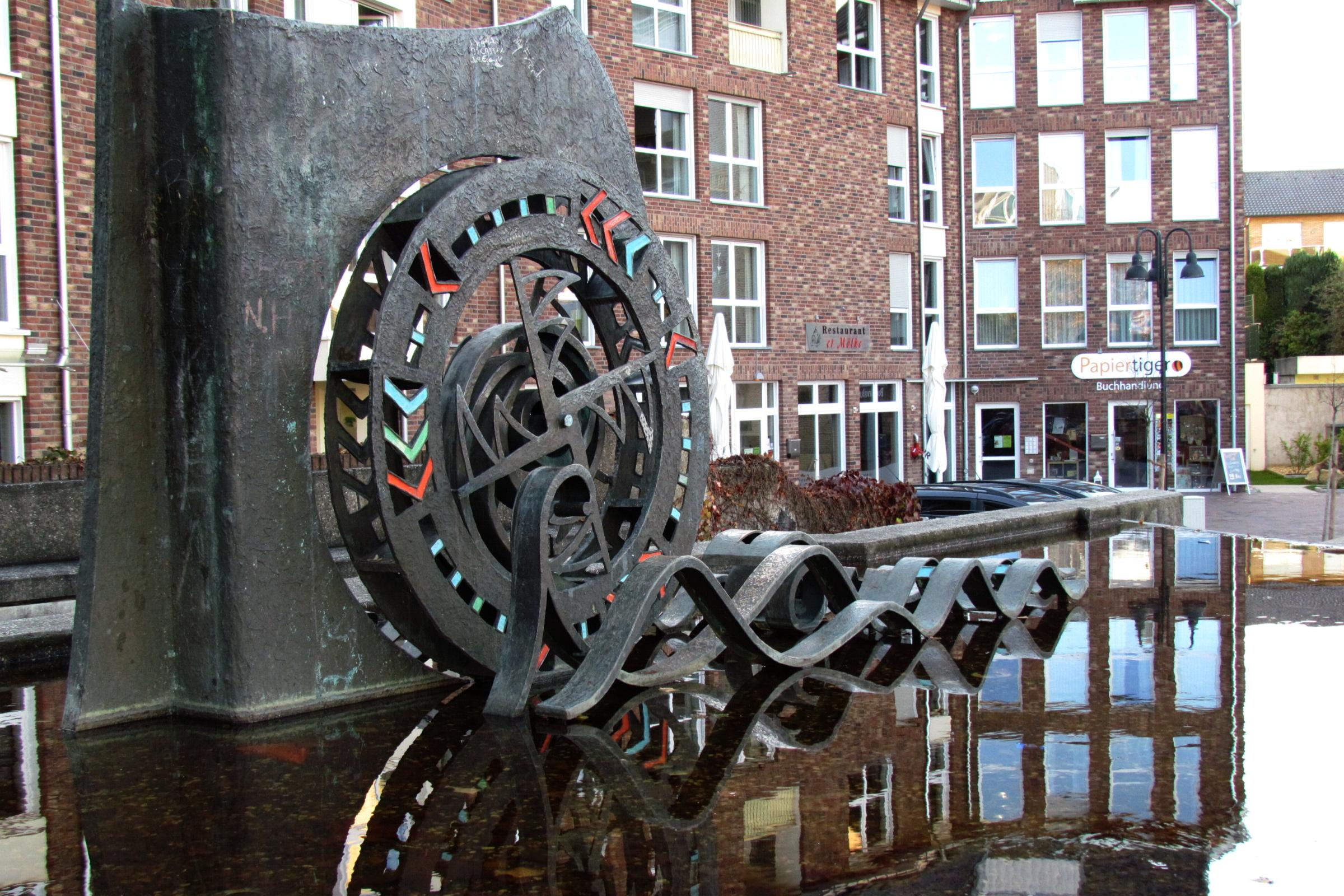
Et Mölke auf dem Marktplatz in Übach-Palenberg
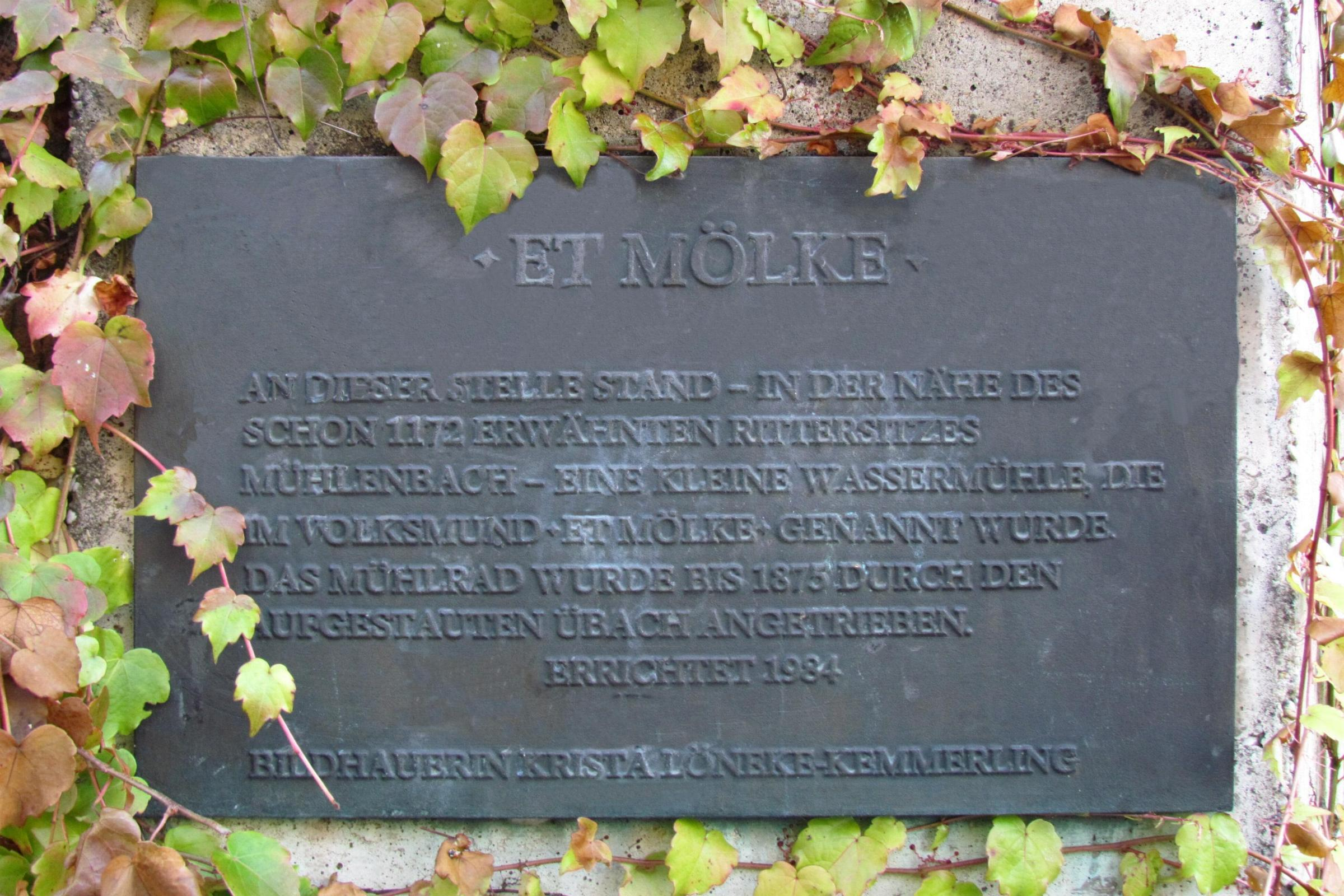
Infotafel zur Übacher Mühle
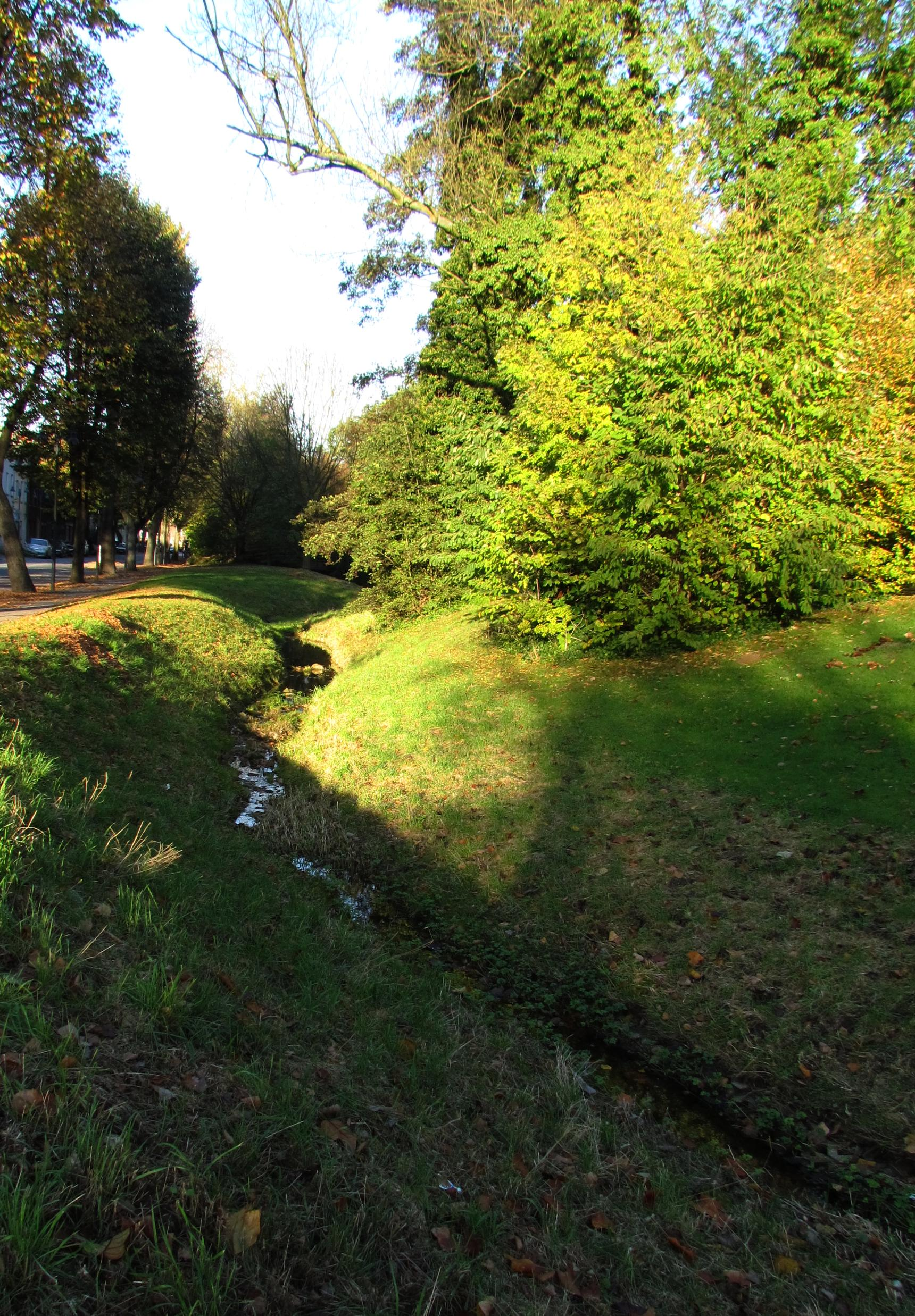
Bachverlauf des Uebachs
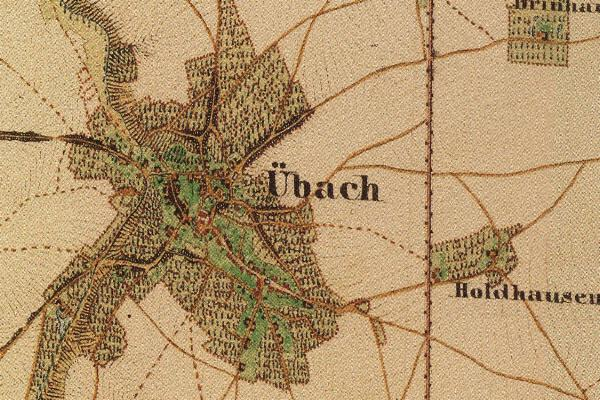
Übach auf der Uraufnahme von 1846
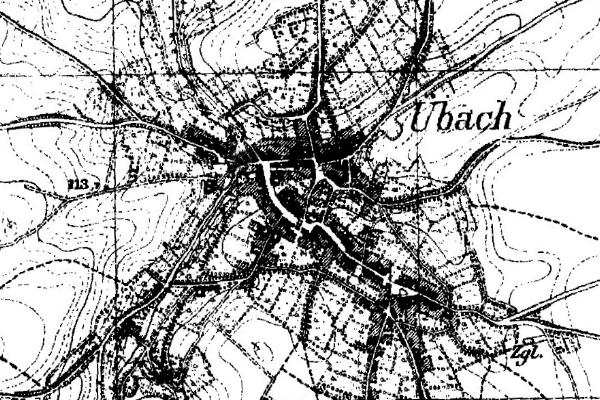
Übach auf der Neuaufnahme von 1892
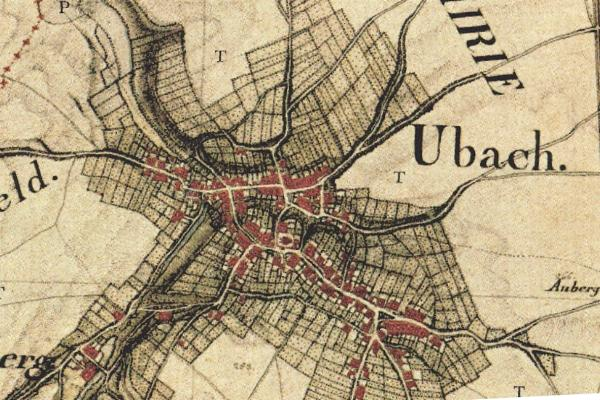
Übach auf der Tranchotkarte1805/1807

→ Siehe auch Liste von Mühlen an der Wurm und ihren Zuflüssen